# Rivulus pictus
Rivulus pictus är en fiskart som beskrevs av Costa, 1989. Rivulus pictus ingår i släktet Rivulus och familjen Rivulidae. Inga underarter finns listade i Catalogue of Life.